# Leptotarsus proavitus
Leptotarsus proavitus är en tvåvingeart som först beskrevs av Alexander 1940.  Leptotarsus proavitus ingår i släktet Leptotarsus och familjen storharkrankar. Inga underarter finns listade i Catalogue of Life.